# X каденція Галицького сейму
10-та каденція Галицького сейму тривала з 1913 до 1914 року, засідання відбувалися у Львові.

## Склад

### Вірилісти
- Юзеф Більчевський — львівський римо-католицький архиєпископ
- Андрей Шептицький — львівський греко-католицький архиєпископ
- Йосиф Теофіл Теодорович — львівський вірмено-католицький архиєпископ
- Леон Валенґа — тарновський римо-католицький єпископ
- Йосиф Себастьян Пельчар — перемиський римо-католицький єпископ
- Адам Стефан Сапіга — краківський римо-католицький єпископ
- Костянтин Чехович — перемиський греко-католицький єпископ
- Григорій Хомишин — станіславський греко-католицький єпископ
- Станіслав Стажинський — ректор Львівського університету
- Казімєж Костанецький — ректор Ягеллонського університету
- Казимир Олеарський — ректор Львівської Політехніки
- Станіслав Тарновський — президент Академії знань у Кракові

### Обрані посли

#### І курія
- 1. Краківська округа:
  - Міхал Бобжинський
  - Ян Альбін Ґетц
  - Вацлав Залєський
  - Владислав Леопольд Яворський
  - Стефан Скжинський
  - Антоній Водзицький
- 2. Бережанська округа: 
  - Францішек Бесядецький
  - Александер Кшечунович
  - Мечислав Онишкевич
- 3. Перемишльська округа:
  - Александер Домбський
  - Володимир Козловський (склав мандат у 1914 під час сесії)
  - Станіслав Стадницький
- 4. Золочівська округа: 
  - Октав Сала
  - Оскар Шнелль
  - Станіслав Стронський
- 5. Чортківська округа:
  - Артур Целецький-Заремба (склав мандат у 1914)
  - Адам Ґолуховський
  - Тадеуш Ценський
- 6. Тарновська округа:
  - Юзеф Менцинський
  - Ян Гупка
  - Ян Конопка
- 7. Тернопільська округа:
  - Людвік Козебродзький
  - Владислав Юзеф Серватовський
  - Міхал Ґарапіх
- 8. Сяніцька округа:
  - Станіслав Новосельський
  - Казімєж Лясковський
  - Мечислав Урбанський
- 9. Самбірська округа:
  - Станіслав Вінцентій Кашніца
  - Альбін Райський (склав мандат у 1914 під час сесії)
  - Александер Скарбек
- 10. Жовківська округа:
  - Станіслав Стажинський
  - Павел Сапіга
  - Анджей Любомирський
- 11. Санчівська округа:
  - Тадеуш Пілат
  - Антоній Марс
- 12. Ряшівська округа:
  - Станіслав Єнджейович
  - Станіслав Домбський
- 13. Стрийська округа:
  - Юліан Бруницький
  - Влодзімєж Баранський
- 14. Станиславівська округа:
  - Владислав Дідушицький
  - Юзеф Мілевський
- 15. Коломийська округа: 
  - Миколай Кшиштофович
  - Леон Пузина (склав мандат під кінець 1913, на його місцеобраний Стефан Мойса-Росохацьки)
- 16. Львівська округа:
  - Давид Абрагамович

#### ІІ курія
- Натан Левенштайн (Львівська палата)
- Юзеф Саре (Краківська палата) (помер у 1907, на його місце обраний Юзеф Саре)[уточнити]
- Станіслав Ріттель (Бродівська палата)

#### ІІІ курія
- 1. Округ Львів:
  - Станіслав Ґломбінський
  - Ернест Адам
  - Александер Лісевич
  - Юзеф Нойман
  - Едмунд Рідль
  - Тадеуш Рутовський
- 2. Округ Краків:
- Ян Кантій Федерович
  - Ернест Бандровський
  - Юліуш Лео
  - Сроковський Кость
- 3. Округ Перемишль:
  - Францішек Долінський
- 4. Округ Станиславів:
  - Леон Білінський
- 5. Округ Тернопіль:
  - Юзеф Раймунд Шмідт
- 6. Округ Броди:
  - Тобіяш Ашкенази
- 7. Округ Ярослав:
  - Владислав Ягль
- 8. Округ Дрогобич:
  - Альфред Гальбан
- 9. Округ Бяла:
  - Кароль Гемпель
- 10. Округ Новий Санч:
  - Вітольд Коритовський
- 11. Округ Тарнув:
  - Адольф Тадеуш Тертіль
- 12. Округ Ряшів:
  - Станіслав Яблонський
- 13. Округ Самбір:
  - Чеслав Войцицький
- 14. Округ Стрий:
  - Марцелій Місінський
- 15. Округ Коломия:
  - Ян Клєський
- 16. Округ Подґуже-Величка:
  - Францішек Мариєвський
- 17. Округ Бохня-Вадовиці:
  - Фердинанд Майсс
- 18. Округ Горлиці-Ясло:
  - Людоміл Ґерман
- 19. Округ Сянік-Кросно:
  - Альфред Зґурський
- 20. Округ Бережани-Золочів:
  - Станіслав Шетцель

#### IV курія
1. Округ Львів — Валеріан Кшечунович
2. Округ Городок — Станіслав Незабітовський
3. Округ Бережани — Тимотей Старух
4. Округ Бібрка — Лонгин Цегельський
5. Округ Рогатин — Кость Левицький
6. Округ Підгайці — Володимир Бачинський
7. Округ Заліщики — Теофіл Окуневський
8. Округ Борщів — о. Олександр Капустинський
9. Округ Чортків — Антін Горбачевський
10. Округ Гусятин — Іван Кивелюк
11. Округ Коломия — Кирило Трильовський
12. Округ Городенка — Антоній Теодорович
13. Округ Косів — Павло Лаврук
14. Округ Снятин — Іван Сандуляк
15. Округ Перемишль — Теофіл Кормош
16. Округ Ярослав — Вітольд Леон Чарторийський
17. Округ Яворів — Іван Кохановський
18. Округ Мостиська — Станіслав Адам Стадницький
19. Округ Самбір — Фелікс Созанський
20. Округ Турка — Теодор Рожанковський
21. Округ Дрогобич — Францішек Замойський
22. Округ Рудки — Гринь Тершаковець
23. Округ Старий Самбір — о. Іван Яворський
24. Округ Сянік — Ян Непомуцен Потоцький
25. Округ Лісько — Август Красицький
26. Округ Добромиль — Павел Тишковський
27. Округ Березів — Станіслав Бяли
28. Округ Станиславів — Лазар Винничук
29. Округ Богородчани — Михайло Новаківський
30. Округ Бучач — Мечислав Бужинський
31. Округ Надвірна — Микола Лагодинський
32. Округ Тлумач — Іван Макух
33. Округ Стрий — Євген Петрушевич
34. Округ Долина — о. Іполит Заремба
35. Округ Калуш — Іван Куровець
36. Округ Жидачів — Лев Левицький
37. Округ Тернопіль — Павло Думка
38. Округ Скалат — Леон Пінінський
39. Округ Збараж — Сидір Голубович
40. Округ Теребовля — Ян Дуклян Ґромницький
41. Округ Золочів — Теодор Ваньо
42. Округ Броди — Дмитро Марков
43. Округ Кам'янка Струмилова — Станіслав Бадені
44. Округ Перемишляни — Володимир Сінгалевич
45. Округ Жовква — Михайло Король
46. Округ Сокаль — Роман Перфецький
47. Округ Чесанів — Северин Метелля
48. Округ Рава — Роман Залозецький
49. Округ Краків — Юзеф Серчик
50. Округ Хжанув — Едвард Мицельський
51. Округ Бохня — Вінцентій Пільх
52. Округ Бжеско — Шимон Бернардзіковський
53. Округ Величка — Францішек Бардель
54. Округ Ясло — Єнджей Босак
55. Округ Горлиці — Владислав Длуґош
56. Округ Кросно — Ян Стапінський
57. Округ Ряшів — Вінцентій Томака
58. Округ Кольбушова — кс. Еуґеніуш Оконь
59. Округ Ланьцут — Болеслав Жардецький
60. Округ Нисько — кс. Станіслав Волянин
61. Округ Тарнобжег — Здіслав Тарновський
62. Округ Новий Санч — Юзеф Мацюшек
63. Округ Грибів — кс. Яцентій Міхалік
64. Округ Новий Тарг — Ян Беднарський
65. Округ Ліманова — Міхал Ласкуда
66. Округ Тарнув — Вінцентій Вітос
67. Округ Домброва — Якуб Бойко
68. Округ Пільзно — Адам Кренжель
69. Округ Ропчице — Ян Сівуля
70. Округ Мелець — Анджей Кендзьор
71. Округ Вадовіце — Францішек Ґуркевич
72. Округ Бяла — Станіслав Лазарський
73. Округ Мисленіце — Казімєж Бжовський
74. Округ Живець — Ян Заморський